# Sopilamm
Sopilamm är en sjö i Orsa kommun i Dalarna och ingår i Dalälvens huvudavrinningsområde. Sjön har en area på 0,0769 kvadratkilometer och ligger 457,8 meter över havet.

## Delavrinningsområde
Sopilamm ingår i det delavrinningsområde (681994-145468) som SMHI kallar för Ovan Sandsjöån. Medelhöjden är 346 meter över havet och ytan är 3,32 kvadratkilometer. Räknas de 65 avrinningsområdena uppströms in blir den ackumulerade arean 526,69 kvadratkilometer. Orsälven (Oreälven) som avvattnar avrinningsområdet har biflödesordning 2, vilket innebär att vattnet flödar genom totalt 2 vattendrag innan det når havet efter 410 kilometer. Avrinningsområdet består mestadels av skog (93 procent). Avrinningsområdet har 0,06 kvadratkilometer vattenytor vilket ger det en sjöprocent på 1,8 procent.